# Túatha Dé Danann
Nella mitologia irlandese i Túatha Dé Danann (irlandese medio Túatha Dé Danand o Donand; AFI: [ˈt̪ˠuə(hə) dʲeː ˈd̪ˠan̪ˠən̪ˠ]) furono il quinto dei sei popoli preistorici che invasero e colonizzarono l'Irlanda prima dei Gaeli. L'etimologia più diffusa traduce il termine come "la tribù della dea Danu" (ma si veda la sezione Etimologia).
Si ritiene che essi vadano identificati - in tutto o in parte - con gli dèi adorati dagli stessi Gaeli, opportunamente evemerizzati e collocati in un contesto storico a opera dei cronisti medievali, i quali appartenevano perlopiù all'ambiente monastico, e quindi cattolico. Le molte leggende che riguardano i Túatha Dé Danann, tramandate dai manoscritti irlandesi, permettono di intravedervi alla base i residui di antiche teogonie e teomachie.

## Le fonti
Le leggende riguardanti i Túatha Dé Danann, inscrivibili nel "ciclo mitologico" o "ciclo delle invasioni", sono riportate da un certo numero di narrazioni in medio irlandese, a loro volta contenute nelle grandi raccolte manoscritte medievali irlandesi.
Il testo più antico che citi i Túatha Dé Danann è lo Scéal Tuáin meic Cairill ("Storia di Tuán figlio di Cairell", IX secolo) in cui essi appaiono già inseriti nel contesto delle invasioni irlandesi, segno che, all'epoca della stesura del testo, la tradizione storiografica aveva già raggiunto il suo punto di arrivo. Segue l'importantissimo Cath Maige Tuired ("La battaglia di Mag Tuired, XI secolo), una narrazione completamente incentrata sui Túatha Dé Danann, che narra il loro arrivo in Irlanda, le storie dei loro membri principali e la grande battaglia che li oppose ai Fomor. L'imponente Lebor Gabála Érenn ("Libro delle invasioni d'Irlanda", XII secolo), che tratta estesamente di tutti i popoli invasori d'Irlanda, riporta in dettaglio tutte le tradizioni genealogiche sui Túatha Dé Danann. In questo testo, i loro re vengono inseriti in un'ideale successione dei Sovrani Supremi d'Irlanda, dando lo spunto all'imponente tradizione annalistica della letteratura irlandese.
Tra i testi successivi, parecchi riportano vicende particolari che hanno per protagonisti i Túatha Dé Danann o alcuni dei loro esponenti principali. Nel Tochmarc Étaíne ("Il corteggiamento di Étaín", XIV secolo) si narra la storia d'amore tra Mídir ed Étaín, destinata a concludersi secoli dopo; l'Aislinge Óenguso ("Il sogno di Óengus", inizi XVI secolo) è un romantico racconto avente a protagonista il giovane Óengus Óg; l'Oiche chloinne Tuireann ("Il destino dei figli di Tuirenn", XVII secolo) riprende fatti e avvenimenti della battaglia contro i Fomor; e così via. La data di redazione fornita per questi testi è quella dei manoscritti: è evidente che la data di composizione può essere molto più antica.
Altre tradizioni sono poi riportate dai Dindṡenchas ("Storie toponomastiche"), in cui eventi che hanno quali protagonisti i Túatha Dé Danann sono alla base dei nomi di alcuni luoghi d'Irlanda.

## Etimologia
La letteratura di divulgazione in genere interpreta l'etnonimo Túatha Dé Danann come "Tribù della dea Danu" (o "Dana"). Tale lettura, per quanto popolare, è però soltanto ipotetica.
L'unico termine fondato dell'etnonimo è túatha che è il plurale del termine irlandese túath (relato al celtico continentale teutā > toutā), a indicare una popolazione dalla comune ascendenza. È quindi giustificato l'uso della parola "tribù", da usarsi però al plurale: "le tribù".
Più problematico è invece il termine successivo, dé. Lo si ritiene comunemente il genitivo della parola "dea", ma in realtà è il genitivo del sostantivo maschile dia "dio" (la parola "dea" in irlandese è bandia); in tal caso una traduzione corretta dell'etnonimo dovrebbe essere "Tribù del dio di Danann". (E non bisogna trascurare la possibilità che non si tratti di dé, ma di de, come a volte si trova nei manoscritti; in irlandese de è la preposizione "di", proprio come nelle lingue neolatine: in tal caso la corretta interpretazione dell'etnonimo sarebbe semplicemente le "Tribù di Danann".)
L'ultimo termine è il più controverso. Danann (nei testi antichi scritto Danand o Donand) viene assunto come il genitivo di un nome proprio, il cui nominativo si ritiene sia *Danu. Questo nome venne ricostruito dagli studiosi di fine Ottocento, in analogia con altri termini che presentano una medesima declinazione (come Ériu "Irlanda" che al genitivo dà Érenn), e interpretato come un teonimo. Sorse così l'idea, in linea con la concezione che allora si aveva della mitologia, di una dea chiamata *Danu, madre e antenata della stirpe divina irlandese. Il problema è che questo nome non è attestato in alcuna fonte antico-irlandese.
Per risolvere questo problema, venne proposta un'identificazione tra *Danu e Anu, la mater deorum hibernensium citata da Cormac mac Cuilleannáin nel suo Sanas ("Glossario"), alla quale la tradizione associa due colline gemelle nella Contea di Kerry (Munster) chiamate Dá chích nÁnann (in ortografia moderna Dá chíoche hAnann), i "due seni di Anu". La relazione tra le forme Anu e Anann (rispettivamente nominativo e genitivo) fornì un'ulteriore sostegno per la ricostruzione di *Danu a partire da Danann. Si ha però ragione di credere che *Danu e Anu non siano tra loro identificabili, nonostante un passo del Foras feasa ar Éireann di Seathrún Céitinn (XVII sec.) riporti Dá chíoche Danann (da intendersi probabilmente come una forma ipercorretta operata dallo stesso Céitinn). Le evidenze filologiche chiariscono l'impossibilità di un passaggio tra le due forme. D'altronde il Lebor Gabála Érenn identifica esplicitamente Anu con la dea Mórrígan.
Riguardo all'identità di Danann il Lebor Gabála Érenn è abbastanza chiaro: essa fu la madre di Brian, Iuchar e Iucharba, i tre figli di Tuirell figlio di Delbáeth. Questi tre sarebbero stati talmente abili nelle arti druidiche che il popolo ignorante li scambiò per dèi: essi divennero talmente popolari che il loro popolo di appartenenza venne chiamato in loro onore Túatha Dé Danann, in questo caso inteso "le tribù degli dèi di Danann". È però evidente che anche questa è un'etimologia popolare, anche se in questo caso è quella esplicitamente attestata dai testi antichi.
Un'altra possibilità è che Danann sia connesso con il termine irlandese dán "arte, facoltà, capacità", che però viene declinato al genitivo come dána (da cui l'espressione áes dána "gente dell'arte", riferita all'insieme degli artigiani, degli artisti, dei musici e dei giuristi di una tribù).

## Genealogia
Il Lebor Gabála Érenn fornisce un'elaborata genealogia dei Túatha Dé Danann, che parte da Iarbonel, figlio di Nemed, e arriva fino a Mac Cecht, Mac Cuill e Mac Gréine, gli ultimi sovrani di questo popolo prima dell'invasione dei Milesi. Essa tuttavia appare essere una costruzione dell'epoca cristiana, in quanto si ricollega a Magog, figlio di Iafet, figlio di Noè. La genealogia originale dei miti precristiani, così come la connessione con l'ipotetica antenata Danu, non ci è pervenuta ed è molto difficile da ricostruire.

## La leggenda
I Túatha Dé Danann discendevano dai figli di Nemed, un precedente popolo invasori d'Irlanda, il quale aveva dovuto abbandonare l'isola dopo essere stato decimato dai Fomor. Recatisi in lontane isole boreali, essi si erano istruiti nella sapienza e nelle discipline druidiche e, dopo molto tempo, i loro discendenti avevano progettato il ritorno in Irlanda, ritenendo che l'isola spettasse loro per diritto ereditario. Intanto, stabilitisi in Scandinavia, avevano stretto un'alleanza con gli stessi Fomor: tra loro vi erano state unioni matrimoniali ed era nata una discendenza mista.
Dopo essere sbarcati in Irlanda diedero fuoco alle loro navi in modo che non avessero più la tentazione di tornare indietro. Poiché dalle navi che bruciavano si levavano alte colonne di fumo, dice il cronista, in seguito si disse che i Túatha Dé Danann fossero venuti dal cielo su quelle nubi di fumo.
L'Irlanda a quel tempo era popolata dai Fir Bolg, un popolo anch'esso di discendenza nemediana. Essi si scontrarono con i Túatha Dé Danann in quella che fu la prima battaglia di Mag Tuired (Contea di Mayo). I Túatha Dé Danann vinsero e i Fir Bolg furono costretti a cedere loro la sovranità sull'Irlanda. Tuttavia, il re danann Núada, aveva perduto il braccio destro nel corso dello scontro e, in base alle leggi, la mutilazione lo rendeva inadatto per regnare. Venne così sostituito da Bres, il quale era fomoriano per parte di padre.
Bress regnò per sette anni e il suo regno si rivelò disastroso, così fu costretto ad abdicare. Fuggito dall'Irlanda, egli riparò presso i Fomor, chiedendo l'aiuto dei parenti di suo padre per riconquistare il trono. In Irlanda fu restituita la sovranità a Núada, al quale venne costruita una protesi d'argento che sostituiva l'uso del braccio troncato.
Fu così che i Túatha Dé Danann dovettero scontrarsi con i Fomor nella seconda battaglia di Mag Tuired (questa volta nella Contea di Sligo). A guidare le file dei Túatha Dé Danann era Lúg Sámildanach il quale, nonostante fosse fomoriano per parte di madre, venne eletto in quel ruolo in quanto esperto in ogni possibile arte. Egli guidò alla vittoria le schiere dei Tuatha Dé e sconfisse uno dei capi dei Fomor, Balor, suo nonno, il quale poteva uccidere interi eserciti soltanto poggiandoci sopra lo sguardo.
I Túatha Dé Danann imposero così il loro regno sull'Irlanda e i loro sovrani furono ricordati nella successione dei Re Supremi. Mantennero il regno per molto tempo, finché non giunsero dall'Iberia i Figli di Míl, gli antenati dei celti Gaeli. Costoro riuscirono a sbarcare in Irlanda nonostante gli incantesimi messi in atto dai Túatha Dé Danann nel tentativo di tenerli lontani e sconfissero questi ultimi nella battaglia di Óenach Taillten. Sconfitti, i Túatha Dé Danann accettarono di lasciare il dominio dell'Irlanda ai nuovi venuti e si ritirarono a vivere nel sottosuolo dell'isola e dentro le colline fatate, dove da allora condussero un'esistenza felice e immortale, trasformandosi nel folklore in creature soprannaturali, i Daoine Sidhe.

## I quattro tesori dei Túatha Dé Danann
La tradizione attribuisce ai Túatha Dé Danann quattro meravigliosi tesori, che essi portarono con sé in Irlanda dalle quattro città site nelle isole boreali dove avevano ricevuto l'istruzione nelle discipline druidiche e nella conoscenza. Queste furono:
- dalla città di Findias venne portata la spada di Núada: ma in un combattimento venne perduta da chi la impugnava;
- dalla città di Gorias venne portata la lancia di Lúg: non falliva mai il bersaglio;
- dalla città di Murias venne portato il calderone del Dagda, capace di sfamare un numero illimitato di persone senza svuotarsi mai;
- dalla città di Fálias venne portata la pietra del destino, che emetteva un grido se veniva calpestata da un legittimo Re Supremo d'Irlanda.

## Analisi comparatistica
Nelle fonti medievali, i Túatha Dé Danann sono il popolo che abitava l'Irlanda prima dei Gaeli. Questo ha spesso portato alcuni studiosi a identificarli con l'una o l'altra popolazione pre-celtica, per esempio con i costruttori dei megaliti di cui è ricco il paesaggio irlandese. Tale identificazione è però priva di un vero fondamento, in quanto i Túatha Dé Danann sono attestati unicamente nella letteratura medievale e nulla li collega con le testimonianze preistoriche presenti sul suolo d'Irlanda.
Non vi sono motivi per ritenere che le narrazioni medievali abbiano una base storica: al contrario, tutto fa ritenere che i Túatha Dé Danann siano personaggi prettamente mitici. Il fatto che siano spesso tratteggiati come esseri sovrumani, dai poteri soprannaturali, fa pensare che si possa essere trattato, in origine, di vere e proprie divinità, poi storicizzate ed evemerizzate dai cronisti medievali, che erano di fede cristiana.
Lo dimostra innanzitutto l'etimologia di molti nomi danann, comparabili con quelli delle divinità celto-romane attestate sul continente: per esempio il campione Ogma compare in Gallia come Ogmios, Mídir come Medros e Goibniu come Gobannus. Núada è presente in Britannia nel nome del dio Nodons, e Mórrígan è con ogni probabilità la Morgana dei racconti arturiani. Brígit corrisponde sia alla Brigindona gallica che alla Brigantia britannica. Le dee della guerra, Badb Chatha e Némain, sono presenti nel continente come Cathobodua e - probabilmente - Nemetona. Su un altro piano, sembra evidente - pur senza affinità etimologiche - che Lúg sia il Mercurio gallico descritto da Cesare e il Dagda il Dio con il Mazzuolo presente nelle testimonianze iconografiche gallo-romane.
La mitologia comparata, seguita soprattutto agli studi di Georges Dumézil, ha mostrato molte affinità tra le narrazioni pseudostoriche dei testi irlandesi e vari personaggi ed episodi delle mitologie indoeuropee. Per esempio Núada che è privo di un braccio e Lúg che combatte chiudendo un occhio ricordano la coppia funzionale monco/orbo diffusa in molti contesti dell'area indoeuropea, come per esempio la coppia formata da Muzio Scevola e Orazio Coclite nella mitologia romana, o quella costituita da Óðinn e Týr nel mito norreno. Il mito di Bress, che assume la regalità senza esserne degno, ricorda Freyr che siede illegittimamente sul trono di Óðinn. Le due battaglie di Mag Tuired sono leggibili in funzione di una titanomachia o, con maggior attinenza, con il conflitto tra Æsir e Vanir. Secondo il principio della tripartizione funzionale di Dumézil, la conclusione della guerra tra le due stirpi divine nel mito norreno riunisce la prima funzione (magico-sacerdotale) e la seconda (guerriera), rappresentate dagli Æsir, con la terza funzione (economica-fecondante), rappresentata dai Vanir. Analogamente, la seconda battaglia di Mag Tuired si chiude con un patto di pace in cui Bress (divinità della terza funzione) insegna ai Túatha Dé Danann (divinità funzionalmente caratterizzate nella magia e nelle arti guerriere) come arare, seminare e mietere.
I Túatha Dé Danann furono dunque, con ogni probabilità, le antiche divinità celtiche dei Gaeli. La cristianizzazione, in Irlanda, non cancellò gli antichi miti, ma li inserì in un contesto pseudostorico, adattandoli in qualche modo al sistema universale biblico-classico. Senza alcun dubbio il processo di evemerizzazione deformò irrimedialmente le narrazioni tradizionali ma, paradossalmente, permise loro di sopravvivere e di essere tramandati fino a noi.

## Influenza culturale
- Ai Túatha Dé Danann ha dedicato un'opera di narrativa lo scrittore italiano Giordano Berti, Miti dei Celti d'Irlanda (Torino 1991), con illustrazioni di Giacinto Gaudenzi. Al dio solare Oengus, Giordano Berti ha dedicato un arraggiamento del Sogno di Oengus (Torino 1991) con illustrazioni di Milo Manara.
- Ai Túatha Dé Danann è dedicato un lungo capitolo del romanzo fantasy-mitologico Agenzia Senzatempo: Viaggio irreale nell'Irlanda Celtica[3], di Dario Giansanti e Claudia Maschio, nel quale Lúg, Núada, Bodb Derg e Manannán mac Lir ricordano, in una serie di narrazioni, tutte le principali vicende del loro regno in Irlanda.
- Nell'universo narrativo del fumetto italiano Martin Mystère i Túatha Dé Danann sono una razza aliena avanzatissima, che alcuni milioni di anni prima della nascita della specie umana lascia sulla Terra dei sensori in grado di individuare lo sviluppo sul pianeta di esseri intelligenti.
- Nell'anime Full Metal Panic l'avanzatissimo sottomarino, usato come base mobile dalla squadra dei protagonisti, prende il nome proprio dai Túatha Dé Danann, chiamandosi appunto Tuatha De Danaan.
- Nell'universo narrativo della serie Meredith Gentry, della scrittrice Laurell K. Hamilton, viene fatto riferimento ai figli di Danu come predecessori dei personaggi di cui si parla. La stessa Danu viene considerata la creatrice di tutto e tutti insieme al suo Consorte (la maggior parte delle volte vengono chiamati semplicemente la Dea e il Consorte).
- Esiste un gruppo folk metal brasiliano chiamato Tuatha de Danann, che unisce la musica celtica con la musica heavy metal; i loro testi trattano delle tradizioni popolari celtiche.
- Un gruppo di licantropi incontrato nei Nuovi Mutanti è ispirato ai Tuatha De Danann.
- Nell'anime "World finest assassin" il protagonista si chiama Lugh in onore dell'eroe Túatha Dé Danann, e fa parte del clan Túatha Dé, inteso come cognome.